# Bátovský balvan
Bátovský balvan je přírodní památka v katastrálním území obce Hrochoť v okrese Banská Bystrica v Banskobystrickém kraji na Slovensku. Území bylo vyhlášeno v roce 1964 a jeho rozloha je 0,03 ha. Předmětem ochrany je význačný osamocený skalního útvar na dně Hrochotské doliny. Jedná se o aglomerátový skalní útvar, skutálený ze údolního svahu.